# 刚果螳属
刚果螳属（学名：Congomantis）为色翅螳科的一个属。

## 下属物种
本属包括以下物种：
- 宽髀刚果螳 Congomantis femoralis Werner, 1929